# لورا شليسنغر
لورا كاثرين سليسينجر (بالإنجليزية: Laura Catherine Schlessinger)‏ هي مذيعة راديو وكاتبة وعالمة نفس أمريكية ولدت في يوم 16 يناير 1947 في نيويورك. أكملت دراسة الطب في جامعة كولومبيا، وثم حصلت على شهادة اخصائية حل المشاكل الأسرية من جامعة كاليفورنيا الجنوبية. اشتهرت بتقديمها لبرنامج دكتور بروغرام أسبوعياً لثلاثة ساعات على اذاعة سيريوس إكس إم. وتتكلم عن مواضيع تتعلق بالنصح والاخلاق والقيم وكذلك عن العلاج الأسري.